# Zgrupowanie KOP gen. Wilhelma Orlika-Rückemanna
Zgrupowanie KOP gen. Wilhelma Orlik–Rückemanna – doraźnie zorganizowana w kampanii wrześniowej wielka jednostka Korpusu Ochrony Pogranicza.

## Koncentracja
Na wiadomość o wkroczeniu Armii Czerwonej, dowódca KOP gen. bryg. Wilhelm Orlik-Rückemann wydał 17 września w Dawidgródku rozkaz stawienia oporu i jednoczesnej koncentracji batalionów na zapleczu fortyfikacji na rzece Słucz, w rejonie Moroczna, Lubieszowa i Siedliszcza. Koncentracja miała  być realizowana pod osłoną fortyfikacji obsadzonych przez pułk KOP „Sarny”. Tego samego dnia generał Orlik-Rückemann „przeorganizował duży i ciężki pokojowy sztab Dowództwa KOP na sztab polowy”.
21 września w rejonie Kuchecka Wola-Kuchcze-Chrapin-Moroczno zebrało się około 8700 żołnierzy, w tym blisko 300 oficerów. Rozkazem dowódcy KOP powstało improwizowane Zgrupowanie KOP. Ponadto do pododdziałów dołączyli policjanci, osadnicy wojskowi, służba leśna i ochotnicy spośród ludności polskiej.

## Działania zgrupowania
23 września przeprowadzona została reorganizacja Zgrupowania KOP. Brygada KOP Polesie wzmocniona została żołnierzami i oficerami bez przydziałów oraz bronią maszynową i przeciwpancerną. Po reorganizacji brygada liczyła 1648 żołnierzy, w tym 163 oficerów. Pułk KOP „Sarny”, wzmocniono batalionem maszynowym 76 pułku piechoty oraz dywizjonem artylerii. Po reorganizacji pułk liczył 3656 ludzi, w tym 168 oficerów. Przy pułku znajdowało się dowództwo zgrupowania oraz oddział ochrony sztabu.
Dowódca zgrupowania zdecydował maszerować trzema oddzielnymi kolumnami w kierunku Włodawy. Kolumnę północną stanowiła Brygada KOP „Polesie”. Miała ona maszerować na Lubieszów i Wydertę. Kolumnę środkową stanowił pułk „Sarny”. Maszerował na Uchrynicze i Jeziorko. Kolumnę południową stanowiło zgrupowanie ppłk. Czernego, którego trzonem był batalion forteczny KOP „Małyńsk”. Kolumna maszerować miała na Maniewicze, Rudkę i Hutę.
23 i 24 września oddziały KOP nie napotkały na trasie swych marszrut jednostek nieprzyjaciela. Atakowane były jednak przez sowieckie lotnictwo. Rano 25 września w rejonie Kamienia Koszyrskiego, dokonano ponownej reorganizacji sił. Utworzono dwie kolumny. Północna pozostała bez zmian, natomiast kolumnę środkową włączono do kolumny południowej. Dowódca kolumny południowej przejął batalion sztabowy, złożony z dwóch kompanii policyjnych i kompanii zbiorczej. Utworzony został odwód zgrupowania: dywizjon artylerii  i szwadron KOP „Bystrzyce”.
Wieczorem 25 września zgrupowanie podjęło marsz w kierunku Kamienia Koszyrskiego i Włodawy. Następnego dnia kolumna południowa dotarła do lasu Postupeł, a kolumna północna osiągnęła rejon lasu koło Kraśniłówki. Po odpoczynku dziennym, kontynuowano marsz w kierunku Szacka, który planowano osiągnąć w godzinach porannych 28 września. 26 września, w rejonie wsi Borki, doszło do walk ubezpieczenia marszowego z sowieckim oddziałem zwiadowczym. Polska bateria artylerii zniszczyła 6 samochodów rozpoznawczych. Idące na czele grupy południowej bataliony „Bereźne” i „Rokitno”, wsparte ogniem  dywizjonu mjr. Czernika, w godzinach nocnych z 26 na 27 września rozbiły bojówki dywersyjne, które wcześniej zdobyły Ratno. Kolumna południowa przeszła przez Ratno osiągając rano 27 września rejon Krymna. Również kolumna północna, przeszła miejscowość w ślad za północną osiągając w późnych godzinach rannych 27 września rejon wsi Tur.
Kontynuując marsz w ciągu nocy z 27 na 28 września, poszczególne jednostki osiągnęły rejon Szacka i rozlokowały się w pasie od jeziora Lucznin do Mielnik. Kolumna północna osiągnęła rankiem lizjerę lasu pod Mielnikami, na północny wschód od Szacka. Kolumna południowa weszła w las na wschód i południowy wschód od Szacka.
W tym czasie Zgrupowanie KOP liczyło już tylko około 3500 ludzi pod bronią. Przyczyna tak dużych strat to polegli, ranni, zaginieni, wzięci do niewoli, ale także i dezercje żołnierzy pochodzących z terenów wschodnich.
W tym czasie wojska Samodzielnej Grupy Operacyjnej „Polesie” znajdowały się w rejonie Włodawy.
Dążący do połączenia swoich wojsk z SGO Polesie, gen. Orlik-Rückemann zdecydował iść przez Szack. Tymczasem w godzinach popołudniowych 27 września Szack został zdobyty w przez oddziały sowieckiej 52 Dywizji Strzeleckiej płk. Iwana Russijanowa.
Bitwa pod Szackiem

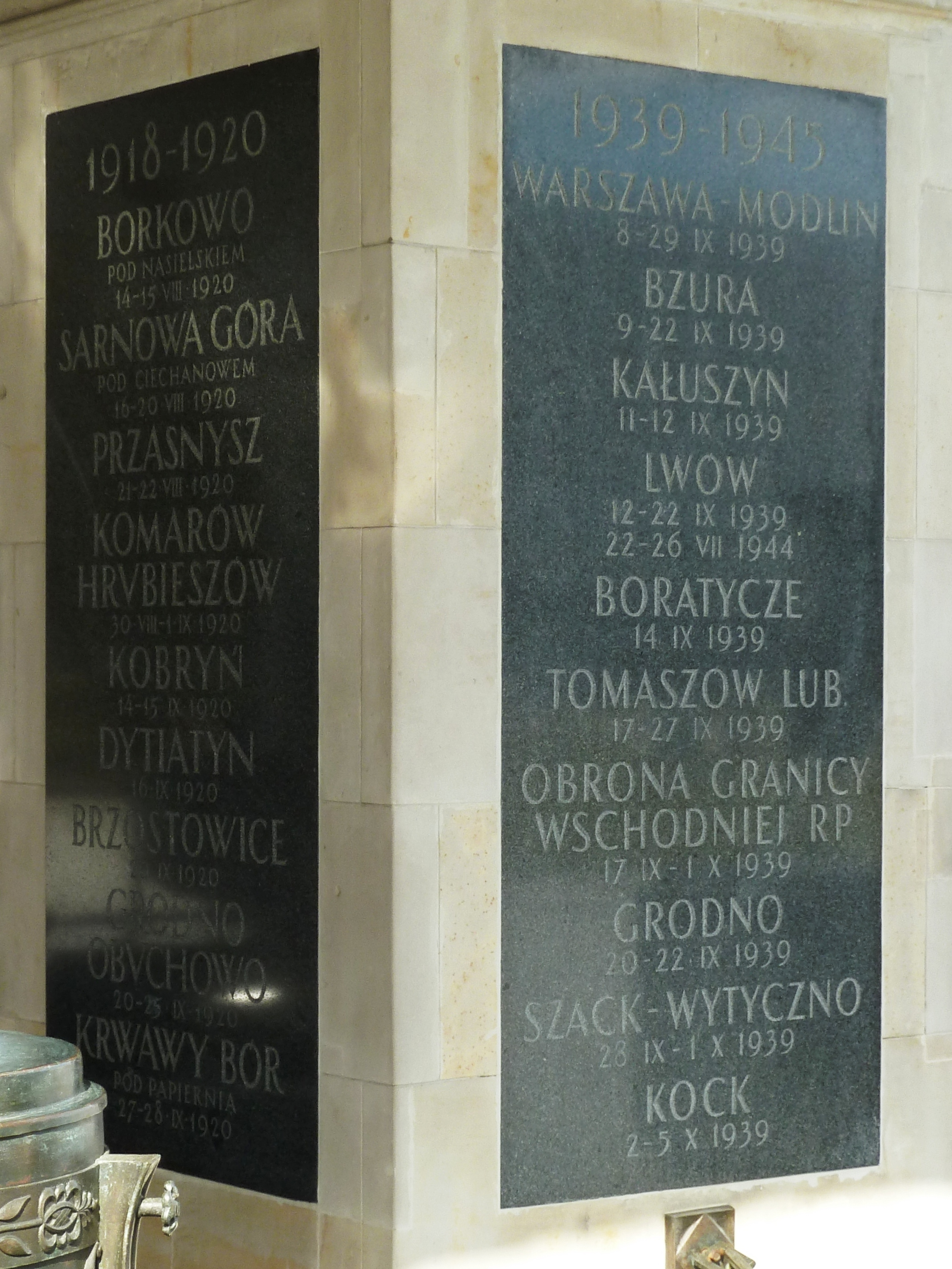
Tablica Grobu Nieznanego Żołnierza – „obrona granicy wschodniej RP” i „Szack – Wytyczno”

Oddziały Zgrupowania KOP w ciągu nocy z 27 na 28 września wyszły na pozycję wyjściowe do natarcia. Odległość od Szacka wynosiła od 2,5 do 5 km. Wschodnie skrzydło stanowiły pododdziały dowodzone przez ppłk. Nikodema Sulika. W pierwszym rzucie miał nacierać batalion KOP „Bereźne” i  „Rokitno”, kompania „Tyszyca”. Lewe skrzydło zabezpieczał szwadron KOP „Bystrzyce”. Od strony Mielnik atakować miały pododdziały Brygady KOP „Polesie”. Za pododdziałami pierwszorzutowymi znajdowały się pododdziały specjalne i tyłowe. Stanowisko dowodzenia rozwinięto w Borowie.
Rozkaz uderzenia na Szack otrzymał dowódca pułku KOP „Sarny”. Uwzględniając warunki terenowe, ppłk Sulik postanowił uderzyć na Szack atakiem pojedynczych batalionów. Atakujące bataliony wspierał dywizjon artylerii mjr. Czernika.
W trakcie przygotowań do natarcia sowieci wyprowadzili przeciwuderzenie. 411 samodzielny batalion czołgów kpt. Nieseniuka wyszedł wprost na pozycje batalionu „Bereźne”. Relacje świadków opisujących to zdarzenie w części początkowej są dość rozbieżne. Są jednak zgodne co do finału. Sowiecki batalion czołgów został rozbity. Po zniszczeniu czołgów, batalion marszowy 76 pp uderzył na Szack i rozbił dwie kompanie 112 pułku strzelców wsparte plutonem cekaemów. Nacierający w II rzucie batalion KOP „Bereźne” walczył w samym mieście. Około godziny 12:00 droga na zachód przez Szack została otwarta.
Gen. Orlik-Ruckemann postanowił nie przerywać działań i kontynuować marsz w kierunku Bugu i przeprawić się w rejonie Grabów-Zbereże. W tym celu wydał dowódcy Brygady KOP „Polesie" rozkaz by o 17:00 rozpoczął marsz  z Mielników na przeprawę przez Bug. By wykonać planowany manewr, trzeba było przejść przez szosę Piszcza-Szack. Z bliżej nieznanych przyczyn droga ta nie została obsadzona przez brygadę. Jak się później okazało, był to poważny błąd taktyczny.
Sowieci zawrócili 112 ps z 1/158 pułku artylerii lekkiej z marszu na Ołtusz, a 205 ps otrzymał zadanie uderzenia na Szack. Brygada „Polesie” znalazła się na lewym skrzydle nacierającego nieprzyjaciela, ale nie podjęła żadnych działań przeciwko atakującym. Ciężkie walki prowadziły za to pododdziały ppłk. Sulika. Dowódca Brygady KOP „Polesie” płk Tadeusz Różycki-Kołodziejczyk otrzymał rozkaz natychmiastowego uderzenia w kierunku południowo-zachodnim w celu oskrzydlenia nieprzyjaciela. Dowódca brygady wykonał uderzenie siłami zaledwie kompanii piechoty. Po krótkiej walce, ze znacznymi stratami kompania została odrzucona. Jednocześnie reszta sił brygady rozpoczęła marsz w kierunku Bugu podchodząc do szosy Piszcza-Szack. Wykorzystując zamieszanie w wojskach sowieckich, pododdziały ppłk. Sulika wraz z dowództwem zgrupowania nocą przeszły przez Szack i rankiem 29 września przeprawiły się przez brody na Bugu. Część sprzętu pozostawiono na wschodnim brzegu, uprzednio go niszcząc. Po przekroczeniu rzeki, ześrodkowały się na wschód i południe od Kosynia
Brygada KOP „Polesie” również przeszła przez Szack i przeprawiła się przez Bug w rejonie Grabowa. W trakcie walk utraciła tabory, pluton armat przeciwpancernych i część broni maszynowej. Dowódca brygady utracił zdolność dowodzenia.
30 września dowódca zgrupowania przeprowadził kolejną reorganizację grupy. Liczyła ona już tylko 239 oficerów i 1930 szeregowych. Brygadę KOP „Polesie" przeformowano w batalion „Polesie", a dowództwo nad nim objął ppłk Jan Dyszkiewicz. Pułk KOP „Sarny" składał się z trzech słabych liczebnie batalionów, które  prezentowały jednak stosunkowo dużą wartość bojową.
Po zreorganizowaniu, o 17:00 grupa wymaszerowała do lasów koło Parczewa. W nocy 1 października pod osłoną batalionu „Rokitno” tabory i batalion „Bereźne” przeszły szosę Włodawa-Trawniki. Stanowiący czoło kolumny batalion „Bereźne”, osiągnął nad ranem miejscowość Dubeczno. Pozostałe bataliony pułku „Sarny” pomaszerowały w kierunku Wólki Wytyckiej. Straż tylna zgrupowania, batalion „Polesie”, maszerował po osi Hańsk-Wytyczno.
Bitwa pod Wytycznem

1 października rozpoczął walkę ze zgrupowaniem KOP sowiecki 253 pułk strzelecki z 45 DS. Wzmocniony czołgami i artylerią pułk uderzył wzdłuż szosy na zachodnią część Wytyczna. Zgrupowanie przyjęło walkę. Batalion KOP „Bereźne” ubezpieczał grupę od północnego wschodu z kierunku Włodawy i od wschodu z kierunku Sobiboru. Zajął obronę nad Włodawką na odcinku od Suchawy w kierunku na południowy zachód, ubezpieczając się placówką w rejonie północnej części Dubeczna. Batalion „Rokitno” zajmował obronę w zachodniej części Wytyczna, frontem na południe. Batalion „Sarny” był rozwinięty na wschód od Wólki Wytyckiej frontem na południe. Bateria armat 75 mm zajęła stanowiska ogniowe w lesie koło Wólki Wytyckiej, a tabory i szwadron kawalerii KOP w lesie na północ od Lipniaka.
W walkach poniósł ciężkie straty batalion „Rokitno”. Batalion musiał się też wycofać z części miasta. W tym przypadku batalion „Polesie” otrzymał zadanie uderzyć na skrzydło nacierającego nieprzyjaciela. Zmęczeni żołnierze, mimo prób poderwania go do ataku przez dowodzącego batalionem ppłk. Dyszkiewicza oraz ppłk. Jurę, nie ruszyli do natarcia, a poszczególne grupy żołnierzy poddawały się.
Dowódca pułku „Sarny” ocenił, że nie utrzyma pozycji zajmowanych przez bataliony „Rokitno” i „Sarny”. W tej sytuacji gen. Orlik-Rückemann zdecydował, że o 12:00 zgrupowanie zakończy walkę i oderwie się od nieprzyjaciela w kierunku na lasy koło Sosnowicy, a sztab przejdzie do lasów na południe od Parczewa. Batalion „Bereżne” wycofał się w kierunku północnego wschodu i w mocno uszczuplonym składzie dołączył do Samodzielnej Grupy Operacyjnej „Polesie”.
W lesie na południe od Parczewa na zebraniu oficerów, gen. Orlik-Rückemann powołał konspiracyjną organizację „Tajny KOP”. Zgrupowanie KOP zostało rozwiązane.

## Struktura organizacyjna
Skład i obsada personalna zgrupowania 21 września 1939
Dowództwo
- dowódca grupy – gen. bryg. Wilhelm Orlik-Rückemann
- zastępca dowódcy – płk piech. Ludwik Bittner
- szef sztabu – mjr dypl. piech. Stanisław II Gawroński[a]
- szef służby zdrowia – płk lek. st. sp. dr Władysław Markiewicz-Dowbor
- komendant kwatery głównej – płk żand. Apolinary Jagodziński

Oddziały i pododdziały:
- batalion sztabowy – mjr żand. Szymon Mayblum
- batalion KOP „Kleck” – kpt. piech. Stanisław Zwojszczyk
- Brygada KOP „Polesie” – płk dypl. piech. Tadeusz Różycki–Kołodziejczyk
- batalion marynarzy Flotylli Pińskiej – kpt. art. Bogusław Rutyński[b] † 26 IX 1939 Mokrany
- pułk KOP „Sarny” – ppłk Nikodem Sulik
- batalion marszowy 76 pp – mjr Józef Balcerzak
- kompania PW „Sarny” – kpt. Władysław Matolski[c]
- kompania artylerzystów – kpt. Rudolf Schreiber
- improwizowany oddział z GO „Grodno” – płk art. st. sp. Edward Czerny
- batalion KOP „Osowiec” – mjr Antoni Korpal
- kompania forteczna „Tyszyca” – mjr Lucjan Grott
- improwizowany dywizjon artylerii – mjr art. st. sp. Stefan Czernik
- załoga pociągu pancernego nr 51 – kpt. br. panc. Zdzisław Stanisław Rokossowski
- załoga pociągu pancernego nr 54 – kpt. br. panc. Józef Kulesza
- batalion saperów – mjr Marian Czeżowski